# Jan Malte Brelage
Jan Malte Brelage (* 30. September 1998 in Hannover) ist ein deutscher Para-Eishockey- und Kanupolospieler. Er ist Verteidiger beim ERC Hannover und Kapitän der deutschen Nationalmannschaft im Para-Eishockey. International bekannt wurde er durch die erfolgreiche Qualifikation der deutschen Auswahl für die Paralympischen Winterspiele 2026, die erste Teilnahme seit über zwei Jahrzehnten.

## Leben

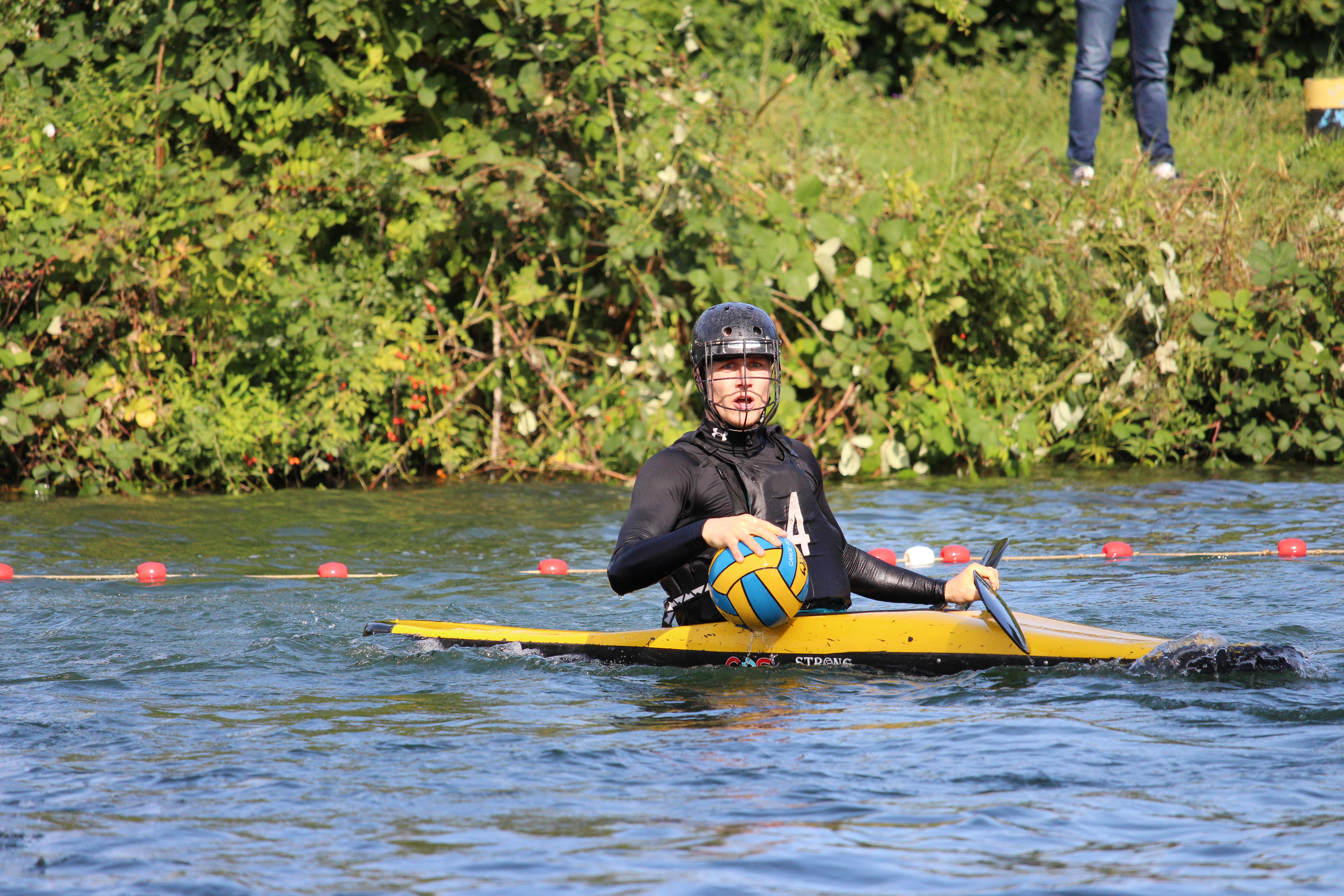
Brelage in der Kanupolo-Saison 2024 für die Kanu-Gemeinschaft List

Brelage wurde am 30. September 1998 in Hannover mit einem verkürzten Oberschenkel geboren und ist seit seinen ersten Gehversuchen auf eine Beinprothese angewiesen. In seiner Kindheit probierte er zahlreiche Sportarten aus, fand jedoch seine sportliche Heimat im Kanupolo. Dort spielt er bis heute – als einziger Athlet mit körperlicher Einschränkung – erfolgreich im regulären Ligabetrieb. Seit 2019 ist Brelage außerdem im Para-Eishockey aktiv und gehört seitdem zur deutschen Nationalmannschaft.
Seine ersten sportlichen Schritte machte Jan Malte Brelage 2007 im Kanupolo, einer nicht-paralympischen Wassersportart. Er begann bereits im Kindesalter mit dem Training bei der Kanu-Gemeinschaft List in Hannover und durchlief dort alle Leistungsklassen – von der Schüler- über die Jugend- und U21-Kategorie bis hin zur Herrenklasse. Trotz seiner Beinprothese spielte Brelage stets im regulären Ligabetrieb und etablierte sich als fester Bestandteil seiner Mannschaft. Auch heute ist er weiterhin im Kanupolo aktiv: Während der Sommermonate widmet er sich dem Paddelsport, in den Wintermonaten steht er für den ERC Hannover Ice Lions im Para-Eishockey auf dem Eis. Da sich die Wettkampfsaisons beider Sportarten nicht überschneiden, ist ein ganzjähriges Training und Spielen auf Leistungsniveau möglich.
Neben seiner sportlichen Laufbahn studiert Jan Malte Brelage Wirtschaftsgeographie, Innovation und Nachhaltigkeit im Master of Science (M.Sc.) an der Gottfried Wilhelm Leibniz Universität Hannover.

## Sportliche Karriere

### Vereinskarriere
Brelage spielt seit 2020 beim ERC Hannover Ice Lions, einem der führenden deutschen Vereine im Para-Eishockey. Er wird auf der Position des Verteidigers eingesetzt und bekleidet außerdem die Funktion des Assistenzkapitän (Assistant Captain).
Mit dem ERC Hannover Ice Lions gewann er in der Deutsche Para-Eishockey Liga mit seinem Team drei Mal in Folge die Deutsche Meisterschaft – in der Saison 2022/23, 2023/24 und 2024/25.

### Nationalmannschaft
Seit 2021 ist Brelage fester Bestandteil der deutschen Nationalmannschaft im Para-Eishockey. Bei der B-Weltmeisterschaft 2021 im schwedischen Östersund gewann er mit dem Team die Silbermedaille.
Brelage nahm mit der deutschen Para-Eishockey-Nationalmannschaft an der A-Weltmeisterschaft 2023 im kanadischen Moose Jaw teil. Trotz des Abstiegs in den B-Pool wurde er als hoffnungsvolle Verstärkung im Team genannt, das laut Bundestrainer Andreas Pokorny seine bisher beste Leistung bei einer A-WM zeigte. Brelage gehörte zu den Neulingen, denen im Hinblick auf die zukünftige Entwicklung des Teams eine wichtige Rolle zugetraut wird.
Im Frühjahr 2024 übernahm Brelage das Kapitänsamt der Nationalmannschaft. Er wurde vom Trainerteam unter Leitung von Andreas Pokorny in diese Führungsrolle berufen. 2024 führte er die Mannschaft erneut zur Silbermedaille bei der B-WM in Skien, was gleichzeitig den Wiederaufstieg in den A-Pool bedeutete.
Im April 2025 erreichte das Team bei der A-Weltmeisterschaft im US-amerikanischen Buffalo den fünften Platz und qualifizierte sich erstmals seit über 20 Jahren wieder für die Paralympischen Spiele.

## Ergebnisse
| Jahr                      | Wettbewerb                  | Ort                 | Platzierung                               |
| Weltmeisterschaften       | Weltmeisterschaften         | Weltmeisterschaften | Weltmeisterschaften                       |
| ------------------------- | --------------------------- | ------------------- | ----------------------------------------- |
| 2025                      | A-Weltmeisterschaft         | Buffalo             | 5. Platz (Qualifikation für Olympia 2026) |
| 2024                      | B-Weltmeisterschaft         | Skien               | 2. Platz (Silber)                         |
| 2023                      | A-Weltmeisterschaft         | Moose Jaw           | 8. Platz                                  |
| 2021                      | B-Weltmeisterschaft         | Östersund           | 2. Platz (Silber)                         |
| Qualifikation Paralympics |                             |                     |                                           |
| 2021                      | Qualifikationsturnier       | Berlin              | 3. Platz (Bronze)                         |
| Deutsche Meisterschaften  |                             |                     |                                           |
| 2024/25                   | Deutsche Para-Eishockeyliga | Berlin              | 1. Platz                                  |
| 2023/24                   | Deutsche Para-Eishockeyliga | Berlin              | 1. Platz                                  |
| 2022/23                   | Deutsche Para-Eishockeyliga | Berlin              | 1. Platz                                  |

## Medienpräsenz
Brelage trat mehrfach als Sprecher des Para-Eishockeysports auf. Unter anderem war er Gast im Podcast Bully – Der Eishockey Podcast sowie in der Videoreihe Faszination Para Eishockey von SchulSportWelten.
Beim DEL Winter Game 2025 war Brelage Teil der Inklusionskampagne der Telekom und eröffnete die Partie mit dem symbolischen Eröffnungsbully.